# Clavipalpus tenuis
Clavipalpus tenuis är en skalbaggsart som beskrevs av Gilbert John Arrow 1903. Clavipalpus tenuis ingår i släktet Clavipalpus och familjen Melolonthidae. Inga underarter finns listade i Catalogue of Life.